# English Electric Lightning
English Electric Lightning, var ett brittiskt jaktflygplan och världens första serieproducerade överljudsflygplan och det första jetflygplan i världen som kunde uppnå överljudsfart utan att använda efterbrännkammare, så kallad överljudsmarsch (engelska: supercruise). Det var också det brittiska flygvapnets sista helt inhemskt tillverkade jaktflygplan.

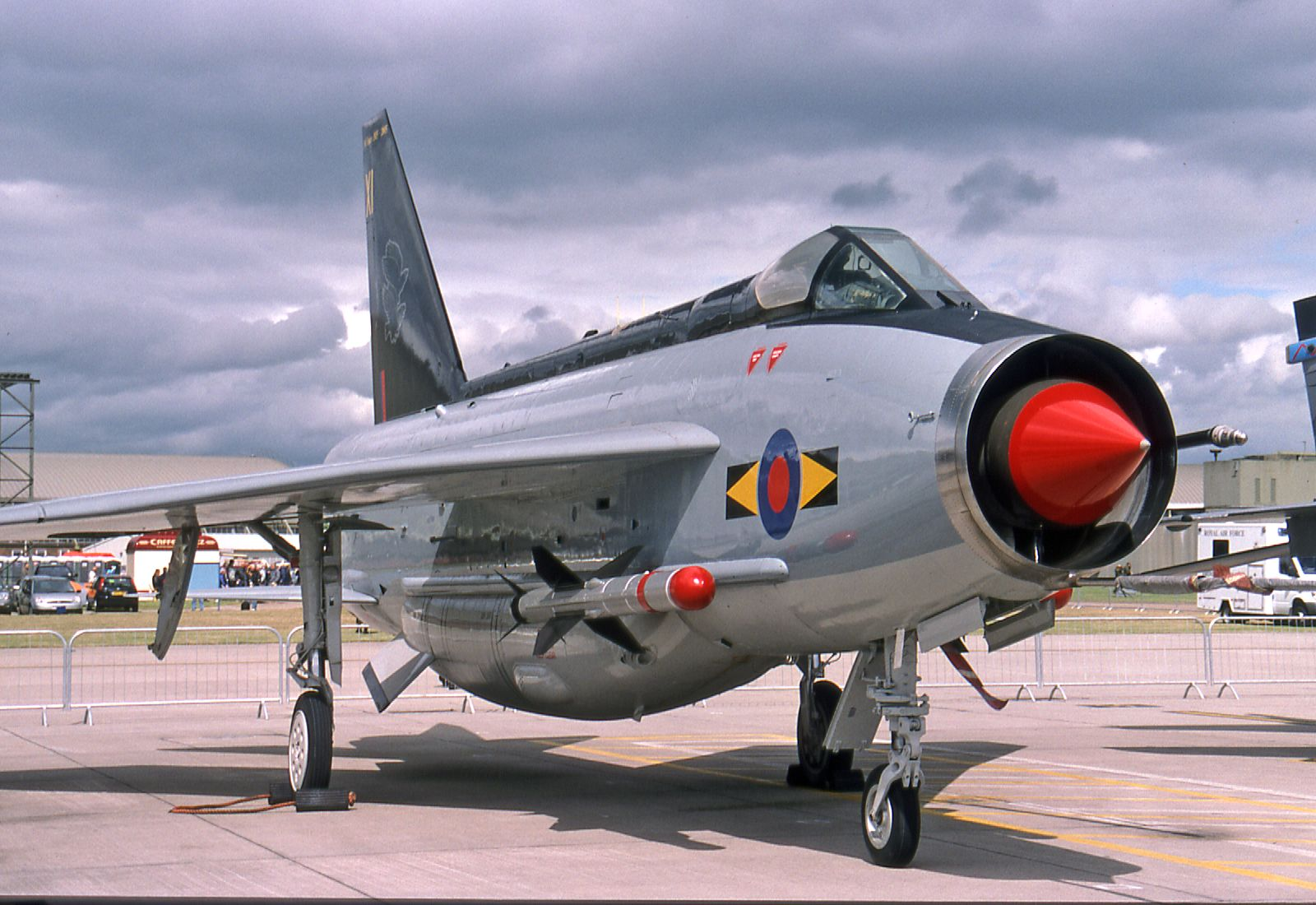
En Lightning F.6 med den typiska ”hängbuken” och två stycken Red Top-robotar.

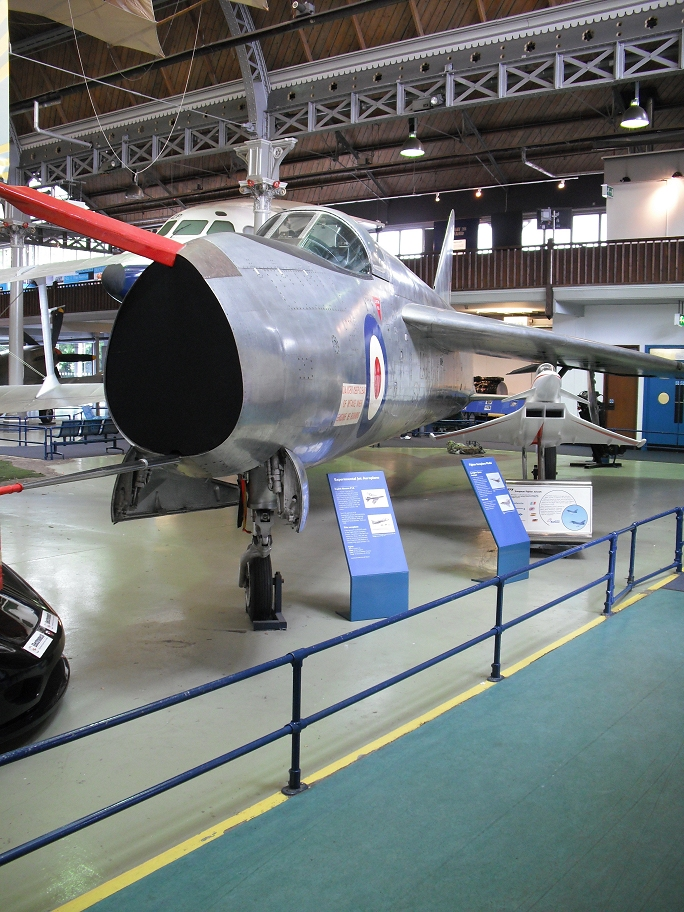
Prototyperna kännetecknas av det äggformade luftintaget utan radarkon.

## Utveckling
Utvecklingen inleddes 1947 baserat på data som fallit i brittiska händer efter Tysklands sammanbrott, framför allt fördelarna med pilvinge, samt erfarenheter från experimentflygplanet Miles M.52. Konstruktionen liknade inget tidigare flygplan och möttes först med stor skepsis. Därför fick Short Brothers i uppdrag att bygga testflygplanet SB.5 för att utvärdera den kraftigt svepta pilvingen. SB.5 hade en relativt svag Rolls-Royce Derwent-motor och lyckades aldrig komma i närheten av ljudvallen, men  testerna visade att pilvingen faktiskt fungerade.
Den första prototypen flög första gången 4 augusti 1954 och 25 november blev den andra prototypen det första brittiska flygplan att nå mach 2. En av prototyperna utrustades med automatkanoner, men det var först det första produktionsserien F.1 som utrustades med radar och full beväpning. Den 11 juli 1960 utrustades 74:e divisionen som första förband med Lightning.
Efterföljande modeller fick förbättringar som möjlighet till lufttankning, större bränslemängd och modernare jaktrobotar. Även skolversioner med två säten sida-vid-sida byggdes.
Brittiska flygvapnet började pensionera sina Lightnings 1974 och ersätta den med McDonnell Douglas Phantom II. De sista flygplanen togs ur tjänst 1988. Ett fåtal fortsatte att flyga för British Aerospace och användes vid utvecklingen av Panavia Tornado, men även de pensionerades 1992. Ett fåtal Lightnings i privat ägo är fortfarande i flygbart skick.

## Konstruktion
Lightning konstruerades för att försvara Storbritannien från sovjetiska bombflygplan. Räckvidd och uthållighet fick därför stå tillbaka för förmågan att kunna stiga snabbt och nå hög höjd. Lightning var länge världens snabbaste stridsflygplan på att från stillastående på marken nå 10 000 meters höjd, inte ens McDonnell Douglas F-15 Eagle kunde stiga lika snabbt med full last. Det första flygplan som slog Lightning var en Harrier II som tack vare sin förmåga att kunna starta vertikalt kunde påbörja sin stigning mycket tidigare (den hade redan nått 3 000 meter när Lightning lättade från marken).
I april 1985 genomfördes en övning tillsammans med British Airways där målet var att simulera en nedskjutning av en Concorde i överljudsfart. Endast en Lightning lyckades komma tillräckligt högt och nära för att vara inom skotthåll med jaktrobotar, något som varken F-14, F-15 eller F-104 lyckades med.
De starkt svepta pilvingarna är ett drag som delas av det sovjetiska jaktflygplanet Suchoj Su-7. Motorernas placering ovanpå varandra är däremot unik och är ett resultat av minimal frontyta med ett luftintag och att kravet att kunna stiga snabbt krävde två motorer. En annan ovanlig egenskap är vapenbalkarna på vingens ovansida. De är främst avsedda för extra bränsletankar, men kan även bära kapslar om 22 stycken 50 mm jaktraketer.

## Export
21 december 1965 beställde Saudiarabien 34 stycken Lightnings från British Aircraft Corporation. Saudiarabien var i behov av ett jaktflygplan med hög prestanda för att försvara sitt luftrum mot egyptiska flygplan baserade i Nordjemen. De första flygplanen som anlände till Saudiarabien i juli 1966 flögs till en början av brittiska piloter, men från och med december 1967 överfördes de till kungliga saudiska flygvapnet och flygs av saudiska piloter som utbildats i Warton. Saudiarabien behöll sina Lightnings i tjänst fram till 1985 då de återlämnades till British Aerospace och ersattes av Panavia Tornado.
Även Kuwait köpte 14 stycken Lightnings i december 1966. Dessa började levereras i december 1968, men eftersom kuwaitierna inte ansåg sig ha råd med samma omfattande serviceavtal som Saudiarabien blev utnyttjandegraden låg. Kuwait ersatte sina Lightnings med Dassault Mirage F1 1977.

## Varianter
- P.1A – Första prototypserien. Till skillnad från övriga flygplan hade den svagare Armstrong Siddeley Sapphire-motorer och saknade radar och beväpning. Två byggda.
- P.1B – Andra prototypserien med Rolls-Royce Avon 200R-motorer och radar. Tre byggda varav en beväpnad.
- F.1 – Första produktionsserien med två automatkanoner, Firestreak-robotar, VHF-radio och radarsikte. 19 byggda.
- F.1A – Andra produktionsserien med UHF-radio och möjlighet till lufttankning. 28 byggda.
- F.2 – Förbättrad version med Avon 211R-motorer med variabel efterbrännkammare. 44 byggda.
- F.2A – F.2 med modulär beväpning (2 robotar + 2 kanoner, 48 jaktraketer + 2 kanoner eller 4 kanoner) och större bränsletank. 31 ombyggda från F.2.
- F.3 – Förbättrad version med starkare Avon 301R-motorer, bättre radar, Red Top-robotar, men inga automatkanoner. 70 byggda.
- F.3A – F.3 med samma förstorade bränsletank som F.2A.
- T.4 – Skolflygplan med två sittplatser sida-vid-sida. 20 byggda.
- T.5 – Skolflygplan med samma förbättringar som F.3.
- F.6 – Förbättrad version nykonstruerad vinge med större bränslemängd. Hela underdelen av flygkroppen är nykonstruerad med en ännu större bränsletank (så kallad ”hängbuk”) som även rymmer två automatkanoner. 39 byggda + 24 ombyggda från F.3 och F.3A.
- F.52 – Exportmodell baserade på begagnade flygplan. Fem ombyggda från F.2.
- F.53 – Exportmodell baserad på nyproduktion. 46 byggda (12 för Kuwait och 34 för Saudiarabien).
- T.55 – Skolflygplan för export. 8 byggda (2 för Kuwait och 6 för Saudiarabien).